# Піструєній-Ной
Піструєній-Ной (рум. Pistruienii Noi) — село у Теленештському районі Молдови. Входить до складу комуни, адміністративним центром якої є село Піструєнь.

## Населення
За даними перепису населення 2004 року у селі проживали 108 осіб.
Національний склад населення села:
| Національність   | Кількість осіб | Відсоток   |
| ---------------- | -------------- | ---------- |
| молдавани румуни | 104 3          | 96,3% 2,8% |
| росіяни          | 1              | 0,9%       |
| Всього           | 108            | 100%       |